# Железный человек (мифология)
Железный человек — персонаж белорусской мифологии, вера в которого существовала в Центральном Полесье (Житковичский район). Чаще всего использовался как «страшилище», которым пугали детей, чтобы те не ходили в лес.

## Описание
Великан, который живёт в лесу или в болоте. Его тело полностью состоит из железа. Охраняет свои владения. Опасен для детей.

## Интерпретация
Представление о Железном человеке обусловлено наличием в белорусских болотах залежей самородков железа. Некоторые железные самородки могли быть визуально подобны человеческой фигуре. Поскольку добыча болотного железа существовала в Беларуси ещё до появления здесь славян, можно судить об очень древнем происхождении образа Железного человека.
В художественном романе В. Казько «Неруш» Железный человек представлен охранником богатства родной природы и противостоит нечестным мелиораторам, воплощая экологические принципы народа.